# Клебанова, Дарья Владимировна
Дарья Владимировна Клебанова (14 марта 1963; Караганда, Казахская ССР, СССР) — казахстанский государственный деятель. Заслуженный деятель Казахстана (2009).

## Биография
Родилась 14 марта 1963 года в г. Караганде. Национальность — украинка. Отец — Татенко Владимир Пантелеевич (пенсионер, кинорежиссер документальных фильмов, Заслуженный деятель искусств Казахстана). Мать — Татенко (Тарасова) Светлана Ивановна (пенсионер, одна из первых дикторов Карагандинского телевидения).
В 1986 году окончила лечебный факультет Алма-Атинский государственный медицинский институт по специальности «врач лечебный» с красным дипломом.
В 2003 году окончила юридический факультет Казахского гуманитарно-юридического университета по специальности «юрист».

## Трудовая деятельность
С 1986 по 1988 годы — Клиническая ординатура НИИ акушерства и гинекологии Министерства здравоохранения Казахской ССР.
С 1988 по 1992 годы — Научный сотрудник НИИ акушерства и гинекологии Министерства здравоохранения Казахской ССР.
В 1992 года — Редактор по пропаганде медицинских знаний Алма-Атинского телевидения Гос телерадиокомитета Казахской ССР в порядке служебного перевода из РНИЦ охраны здоровья матери и ребенка Министерства здравоохранения Казахской ССР.
С 1992 по 1993 годы — Комментатор, руководитель программ, главный редактор Алматинского телевидения.
С 1994 по 2007 годы — Президент независимой компании «Рахат-ТВ»

## Выборные должности, депутатство
С 2004 по 2007 годы — Депутат Мажилиса Парламента Республики Казахстан IІІ созыва
С 2008 по 2011 годы — Депутат Мажилиса Парламента Республики Казахстан IV созыва
18.01.2012-11.2012 — Депутат Мажилиса Парламента Республики Казахстан V созыва

## Награды и звания
- Медаль «За трудовое отличие» (Казахстан) (2003)
- Медаль «10 лет Конституции Республики Казахстан» (2005)
- Медаль «10 лет Парламенту Республики Казахстан» (2005)
- Медаль «20 лет независимости Республики Казахстан» (2011)
- Заслуженный деятель Казахстана (15 декабря 2009)[1]
- Почетная грамота обкома комсомола Казахстана в честь 70-летия Великого октября (1987)
- Благодарственные письма Президента Республики Казахстан (2001, 2005)
- Лауреат премии Президента Республики Казахстан в области СМИ
- Почетная грамота МПА ЕврАзЭС (2011)

## Семья
Муж — Клебанов Александр Яковлевич — Председатель совета директоров АО «Центрально-Азиатская Электроэнергетическая Корпорация». Сын — Клебанов Яков Александрович.